# Ерденево (железнодорожная станция, Калужская область)
Ерденево — железнодорожная станция (тип населённого пункта) в Малоярославецком районе Калужской области России. Входит в состав сельского поселения «Деревня Ерденево».

## География
Находится в северной части Калужской области, в зоне хвойно-широколиственных лесов, в пределах центральной части Восточно-Европейской равнины, на берегах реки Локня, при железнодорожной линии Малоярославец — Калуга II, на расстоянии примерно 7 км (по прямой) к юго-юго-западу от города Малоярославец, административного центра района. Абсолютная высота — 160 м над уровнем моря.

### Климат
Климат характеризуется как умеренно континентальный, с тёплым влажным летом и мягкой снежной зимой. Среднегодовая многолетняя температура воздуха составляет 3,5 — 4 °С. Средняя температура воздуха самого тёплого месяца (июля) — 17 — 18 °C (абсолютный максимум — 38 °C); самого холодного (января) — −10 °C (абсолютный минимум — −46 °C). Безморозный период длится в среднем 149 дней. Среднегодовое количество атмосферных осадков составляет 654 мм, из которых 441 мм выпадает в тёплый период. Снежный покров держится в течение 130—145 дней..

### Часовой пояс
Железнодорожная станция Ерденево, как и вся Калужская область, находится в часовой зоне МСК (московское время). Смещение применяемого времени относительно UTC составляет +3:00.

## Население
| 2002 | 2010 |
| ---- | ---- |
| 245  | ↘228 |

### Половой состав
По данным Всероссийской переписи населения 2010 года, в гендерной структуре населения мужчины составляли 41,2 %, женщины — соответственно 58,8 %.

### Национальный состав
Согласно результатам переписи 2002 года, в национальной структуре населения русские составляли 83 %.